# Epigynopteryx turlini
Epigynopteryx turlini là một loài bướm đêm trong họ Geometridae.